# مانتروز (میسیسیپی)
مانتروز (به انگلیسی: Montrose) شهرکی در ایالت میسیسیپی کشور ایالات متحده آمریکا است که جمعیت آن در سرشماری سال ۲۰۱۰ میلادی، ۱۴۰
نفر بوده‌است.